# Anna Striesow
Anna Striesow (* 1991 in Rostock) ist eine deutsche Film- und Theater-Schauspielerin.

## Leben
Anna Striesow ist die Nichte des Schauspielers Devid Striesow. Nach einem angefangenen Studium der Theaterwissenschaft in Leipzig wurde sie 2013 bis 2017 an der Otto-Falckenberg-Schule in München zur Schauspielerin ausgebildet. Danach war sie bis 2019 Ensemblemitglied am Theater Plauen-Zwickau. Seit dieser Zeit ist sie als freie Schauspielerin tätig, wirkte bei Die kleine Hexe und der Serie Um Himmels Willen mit.

## Filmografie (Auswahl)
- 2017: In aller Freundschaft – Die jungen Ärzte (Fernsehserie, eine Folge)
- 2017: Unter deutschen Betten
- 2018: Die kleine Hexe
- 2020–2021: Um Himmels Willen (Fernsehserie)[1]
- 2025: SOKO Leipzig (Fernsehserie, Folge: Plan C)